# کین هوی

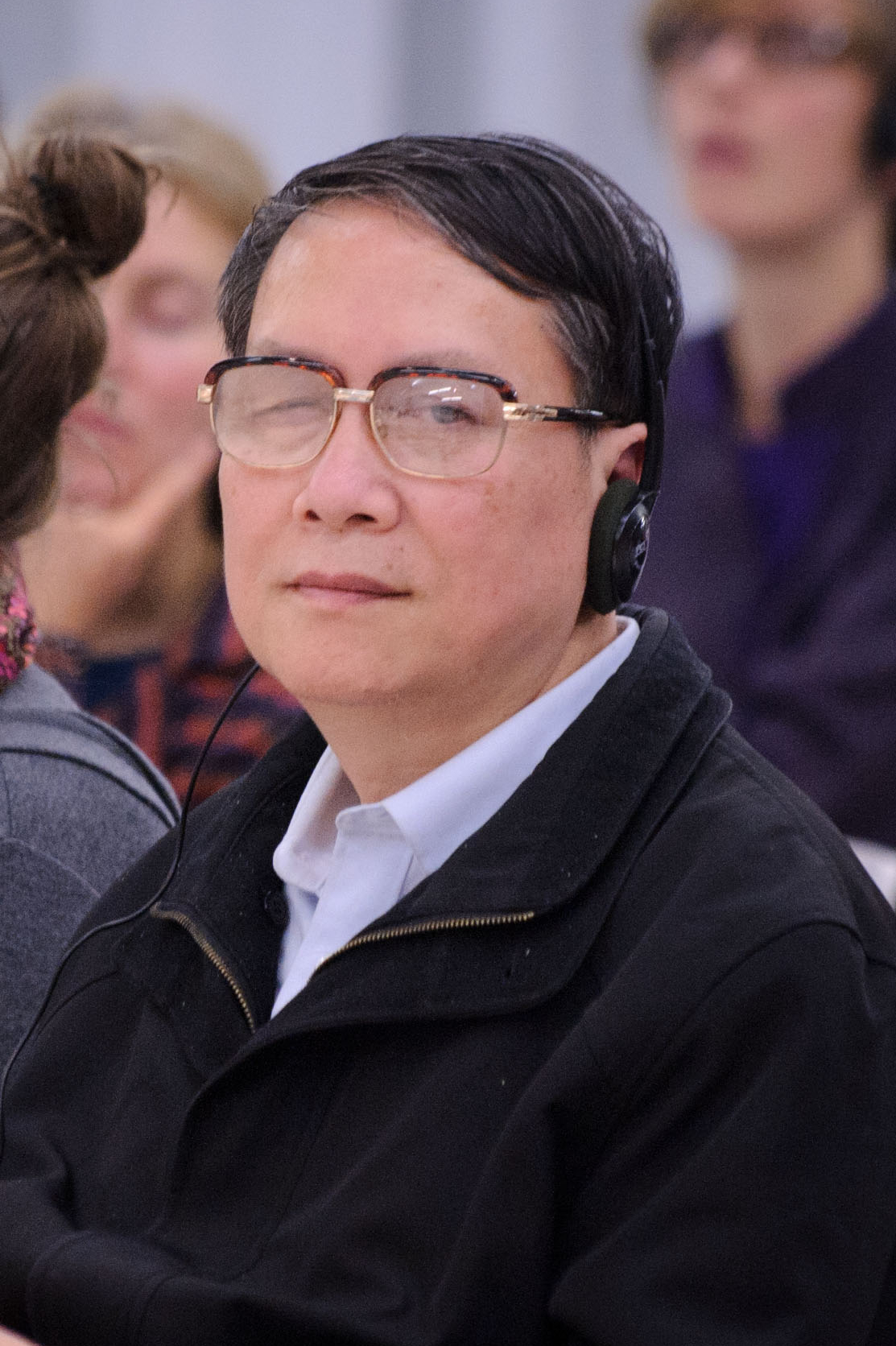
کین هوی (۲۰۱۱)

کین هوی (به چینی: 晖؛ پین‌یین: Qín Huī؛ زادهٔ ۱۹۵۳ میلادی)، مورخ و روشن‌فکر مردمی اهل چین است. او پیش از این سمت استاد تاریخ مؤسسه علوم انسانی و اجتماعی دانشگاه چینهوا پکن را بر عهده داشت. او اکنون «استاد الحاقی» در گروه دولت و مدیریت عمومی، دانشگاه چینی هنگ کنگ است.

## حرفه
زمینه اصلی تمرکز کین، تاریخ اقتصادی است، اما از سال ۱۹۹۲ میلادی بدین سو، او به عنوان یک روشنفکر مردمی برجسته ظهور کرده و در مورد طیف وسیعی از موضوعات، اغلب در تضاد با دکترین‌های رسمی دولت چین، موضع‌گیری کرد. تمرکز کلی او تاریخ کشاورزی چین است. در سینوسفِر و اینترنت چینی‌زبان، جایی که معمولاً مجموعهٔ آثار کین در آن یافت می‌شود، وی به عنوان یک نویسنده معرفی شده‌است. یک مورد مهم در این زمینه، دکترین او دربارهٔ «جستارها در مقابل مکاتب» است.

### ممنوعیت دور شدن از رژیم امپراطوری
در دسامبر ۲۰۱۵ میلادی، کتاب جدید کین هوی به نام «دور شدن از رژیم امپراطوری»‏، توسط دولت چین ممنوع شد. این مجموعه متشکل از مقالاتی است که بررسی می‌کند چگونه «رؤیای» دموکراسی مشروطه در چین در اوایل قرن بیستم میلادی پس از رهایی این کشور از سلطه «امپراطوری چینگ» از بین رفت. این کتاب قبل از ممنوعیت پرفروش بود. کین اظهار داشت: «مثل این می‌ماند که بخواهند کسی را بکشند و حتی نگذارند از این موضوع شکایت کند. «من نمی‌توانم در مورد این موضوع صحبت کنم». یکی از کارمندان ناشناس در انتشارات مربوطه گفت که کتاب «مشکلات کیفی» دارد. حکم این ممنوعیت چند روز قبل از جشن گرفتن دومین سالگرد روز قانون اساسی چین صادر شد.

## دیدگاه‌ها
از نظر ایدئولوژی سیاسی، کین هوی از موضع چپ لیبرال دفاع می‌کند. او طرفدار خصوصی‌سازی تحت شرایط آزادی مطلق دموکراتیک است. با این حال او با بنیادگرایی بازار در اشکال چینی آن مخالف است و به دنبال معرفی نهادهای سوسیال دموکراسی، شامل برخی از جنبه‌های وضعیت رفاه است. او به شدت از آزادی به عنوان یک ارزش سیاسی دفاع می‌کند و اغلب با دیگر روشن‌فکران چینی که «لیبرال» نامیده می‌شوند، متحد می‌شود. کین با چپ‌گرایان نوین چینی، به ویژه اشکال پوپولیستی و ملی‌گرایانه تر، وارد بحث و جدل شده‌است. وی برای مثال طومارهای را در اعتراض به واکنش‌های شوونیستی به حملات ۱۱ سپتمبر در شهر نیویارک امضا کرده‌است.
به عنوان یک روشنفکر مردمی، کین تلاش کرده‌است تا بحث‌های را در مورد عدالت اجتماعی آغاز کند. کین که در انقلاب فرهنگی برای کار به عنوان دهقان در یک منطقه کوهستانی فقیرنشین در جنوب غربی چین رفت، استدلال کرد که دهقانان چین تا به امروز از کمبود شدید عدالت اجتماعی رنج می‌برند. در عین حال، او در تحقیقات تاریخی خود بیان کرده‌است که دهقانان تمایل زیادی به ارتقای وضعیت شهروندی خود در اولین زمان ممکن دارند (در حالی که طبقه کارگر شهری اغلب تمایل داشته‌است تا در پی بهره‌مندی مجدد از اقتصاد برنامه‌ریزی شده مائوئیستی، وضعیت مشتری وفادار را به وضع سابق برگرداند).
کین از آثار الکساندر چایانوف، اریک ولف و سایر نویسندگان در حوزه جامعه کشاورزی بهره گرفته تا در مطالعات مربوط به دهقانان چینی به ذات‌گرایی فرهنگی حمله کند، که اغلب دهقانان را به گونهٔ نشان می‌دهد که غرق در کنفوسیوسیسم و اخلاق جمعی از تبار پدرسالاری فئودالی است. کین در نظرداشت تا نشان دهد که تاریخ به جای فرهنگ، چارچوب توضیحی محکمی برای پدیده‌های تجربی فراهم می‌کند.
برخلاف دیدگاه مائوئیستی مورد قبول عامه که از جنگ‌های دهقانی به عنوان نمود مبارزه طبقاتی یاد می‌کند، کین در تحقیق خود در مورد تاریخ کشاورزی به این نتیجه می‌رسد که مهم‌ترین محل‌اختلاف در روستاها بین دهقان و زمین‌دار نبوده، بلکه بین دهقان و صاحب منصب بوده‌است. این پیامدهای آشکاری برای تفسیر چین روستایی معاصر دارد.

## زندگی شخصی
Qin Hui متأهل و دارای یک دختر است. همسر او، «جین یان» یک محقق برجسته است که شخصاً به امور اروپای شرقی و روسیه می‌پردازد، اغلب با کین تحت نام مستعار Su Wen‏ همکاری می‌کند.

## ارجاعات
1. ↑  "Faculty". www.gpa.cuhk.edu.hk. Retrieved 2020-02-24.
2. ↑  ZHAO, KIKI (4 December 2015). "On China's Constitution Day, Book on Constitutionalism Largely Disappears". New York Times. Retrieved 9 December 2015.
3. ↑  Mitchell, Tom (December 3, 2015). "Book by prominent Chinese academic 'banned'". Financial Times. Retrieved 9 December 2015.